# Урменіш (Марамуреш)
Урменіш (рум. Urmeniș) — село у повіті Марамуреш в Румунії. Входить до складу комуни Бейца-де-суб-Кодру.
Село розташоване на відстані 409 км на північний захід від Бухареста, 33 км на південний захід від Бая-Маре, 88 км на північ від Клуж-Напоки.

## Населення
За даними перепису населення 2002 року у селі проживали 362 особи, з них 361 особа (99,7%) румунів. Рідною мовою 361 особа (99,7%) назвала румунську.